# Уилям Стайрън
Уилям Стайрън (на английски: William Styron) е виден американски писател, автор на произведения в жанровете съвременен и исторически роман и на мемоари.

## Биография и творчество
Роден е на 11 юни 1925 г. в Нюпорт Нюз, Вирджиния, САЩ, в южняшко семейство с корени от 17 век. Баща му е инженер в корабостроителница. Майка му умира през 1939 г. от рак на гърдата. След завършване на малката епископална гимназията в Крайстчърч през 1942 г. започва да учи в колежа „Дейвидсън“. През 1943 г. се прехвърля в Университета Дюк, но напуска и се записва в армията като морски пехотинец в Парис Айлънд, а след това участва като лейтенант във Втората световна война.
След войната през 1945 г. се връща в Университета Дюк и получава бакалавърска степен по английска филология. Там под ръководството на Уилям Блекбърн започва да се интересува сериозно от литература и започва да пише разкази. След дипломирането си през 1947 г. започва работа като редактор в „Макгроу Хил“ в Ню Йорк. Посещава курс по творческо писане при Хирам Хайдн в Новото училище за социални изследвания. През 1948 г. е уволнен и с подкрепата на баща си се насочва към писателската си кариера.
През 1952 г. е публикуван първият му роман „Лежейки в тъмнината“ (Lie Down in Darkness), история за едно разпадащо се семейство от Вирджиния, белязано от конфликти между нарцистичен, баща алкохолик, емоционално обременена майка, и потиснатата им от бащинското насилие дъщеря, която се самоубива. Романът получава признанието на критиката и е удостоен с Римската награда на Американската академия в Рим и на Американската академия за изкуство и литература.
С избухването на Корейския конфликт през 1951 г. той отново е мобилизиран и служи една година в армията когато е уволнен поради проблеми със зрението. Пребиваването му в армията са отразени в публикувания серийно през 1953 г. роман „Дългият поход“.
След уволнението си той се възползва от Римската награда и прекарва две години в Европа. Там среща и се жени през 1953 г. в Рим за американката от Балтимор Роуз Бъргъндър, с която имат три дъщери. В Европа създава третия си роман „Изгорете тази къща“ (Set This House on Fire) издаден през 1960 г. Историята е за двамата приятели, американските емигранти Питър и Кас, които са замесени в случай на изнасилване и убийство на селско момиче и убийството на погрешно заподозрян. Книгата получава признание във Франция и е важна стъпка в развитието на Стайрън.
Романът му от 1967 г. „Самопризнанията на Нат Търнър“ се основава на истинска история – бунтът на група от роби срещу техните бели господари през 1831 г. Книгата е структурирана като изповеди на Натанаил „Нат“ Търнър пред адвоката му в затвора в очакване на екзекуцията. Книгата е много успешна и е удостоена с наградата „Пулицър“ през 1968 г. Тя предизвиква широк обществен дебат и е критикувана от афроамериканците, които смятат, че писателят е представил визията на белия човек към събитието.
Следват двата му романа A Death in Canaan от 1976 г. и Shadrach от 1979 г.
През 1979 г. е издаден известният му роман „Изборът на Софи“. В него главните герои са Софи, полякиня – римокатоличка оцеляла от Аушвиц, нейният любовник евреинът Нейтън, който страда от параноидна шизофрения, и Стинго, влюбен в Софи начинаещ писател, дошъл в Ню Йорк от Юга, а драматичният конфликт между тях завършва с двойно самоубийство. Макар някои критици да считат, че Стайрън е изопачил Холокоста, свързвайки ужаса с еротика и без да обръща внимание на тежкото положение на неговите основни жертви – евреите, романът е удостоен през 1980 г. с Националната награда за литература. През 1982 г. той е екранизиран в едноименния филм с участието на Мерил Стрийп, Кевин Клайн и Питър Макникол. За ролята си на Софи Мерил Стрийп получава Оскар за най-добра актриса.
В следващите години Стайрън пише много разкази и автобиографични книги.
Макар той да е разглеждан като писател на Юга, описващ несправедливостите на стария Юг и материализма на новото време, творчеството му е всеобхватно по отношение на човешките ценности. Героите му са достойни хора, преживели насилие – робство, войни, персонална лудост, и макар че краят често не е оптимистичен, те се борят за спасение и възтържествуване на доброто достигайки до религиозни характеристики.
Уилям Стайрън умира от пневмония на 1 ноември 2006 г. в Мартас Винярд, Масачузетс.

## Произведения

### Самостоятелни романи
- Lie Down in Darkness (1951)
- The Long March (1953, 1956)
Дългият поход, изд. „Народна култура“, София (1987), прев. Юлия Бучкова
- Set This House on Fire (1960)
- The Confessions of Nat Turner (1967)
Самопризнанията на Нат Търнър, изд.: „Хр. Г. Данов“, Пловдив (1972), прев. Кръстан Дянков
- A Death in Canaan (1976)
- Shadrach (1979)
- Sophie's Choice (1979)
Изборът на Софи, изд.: ИК „Хермес“, Пловдив (1993), прев. Иванка Савова, Диана Ботушарова, в 2 тома
- Mr Jefferson and Our Times (1984)
- Inheritance of Night (1993)
- The Way of the Warrior (1996)

### Пиеси
- In the Clap Shack (2010)

### Сборници
- This Quiet Dust (1982)
- Long March / in the Clap Shack (1993)
- A Tidewater Morning (1993)
- The Suicide Run (2009)

### Документалистика
- Conversations with William Styron (1985)
- Darkness Visible (1990)
- Fathers and Daughters (1994) – с Мариана Рут Кук
- Havanas In Camelot (2008)
- Letters to My Father (2009)
- Selected Letters of William Styron (2012)

### Книги за Уилям Стайрън
- Reading My Father: A Memoir (2011) – от Александра Стайрън

### Екранизации
- 1998 Shadrach – кратък филм по романа
- 1982 Изборът на Софи – по романа
- 1958 Playhouse 90 – ТВ сериал, 1 епизод по романа „Дългият поход“